# Державне хлібне бюро
Державне хлібне бюро — виконавчий орган, створений на початку квітня 1918 рішенням Центральної Ради для розв'язання проблем постачання зерна та іншого продовольства державі.

На загальних зборах представників біржових товариств і кооперативів України обирали раду і правління бюро. До складу ради входили також представники уряду, Українбанку, Центрального сільськогосподарського товариства і Дніпросоюзу.